# Torymus millefolii
Torymus millefolii är en stekelart som beskrevs av Ruschka 1921. Torymus millefolii ingår i släktet Torymus och familjen gallglanssteklar. Inga underarter finns listade i Catalogue of Life.